# 益普生
益普生（法語：Ipsen）是一家法国制药公司，主要生产肿瘤学、罕见病和神经科学方面药物。

## 历史
1929年由法国药剂师亨利·博福博士成立于法国中北部城市德勒。2005年在巴黎泛欧交易所挂牌上市，博福家族占57%的股权和73%投票权，两个家族成员担任集团董事席位。
1992年进入中国，成立天津办事处。2019年成立上海创新中心，是继法国巴黎萨克莱、英国牛津、美国剑桥后的全球第四个研发中心。